# Витко, Франц Петрович
Франц Петрович Витко (род. 3 сентября 1951, Готовки, Глубокский район, Витебская область, Белорусская ССР, СССР) — советский и белорусский комсомольский, партийный и профсоюзный деятель, 2-й председатель Федерации профсоюзов Беларуси (2001—2002). Кандидат экономических наук.

## Биография
Окончил Белорусский институт механизации сельского хозяйства (1972) и Высшую партийную школу в Минске (1987).
Работал главным инженером в совхозе «Ушачский» в Витебской области с 1972 по 1975 год. С 1975 года — на комсомольской работе. Являлся секретарем Ушачского райкома ЛКСМБ (1975—1978), инструктором ЦК ЛКСМБ (1978—1980), вторым секретарем Витебского обкома ЛКСМБ (1980—1983). С 1983 года — на партийной работе, первая должность — инструктор Витебского обкома КПБ. Затем был назначен на должность второго секретаря Поставского райкома КПБ (1983—1985), а позже стал инструктором организационного отдела ЦК КПБ (1985—1988).
После образования Федерации профсоюзов Беларуси, стал заместителем председателя ФПБ Владимира Гончарика. 28 декабря 2001 года, после поражения Гончарика на президентских выборах и его отставки с поста председателя, Франц Витко избран председателем ФПБ. Однако, на этой должности высказывавший критику властей Витко пробыл не долго, и уже 16 июля 2002 года Совет ФПБ избрал нового председателя — Леонида Козика.
После отставки, работал советником посольства Белоруссии в Болгарии, с сентября 2007 года является преподавателем Белорусского государственного университета.